# كاب راديو
كاب راديو (بالفرنسية: Cap Radio)‏ هي محطة راديو مغربية يقع مقرها بطنجة. يغطي البث الإذاعي للمحطة جميع مناطق المغرب من الشمال إلى الجنوب.
تُبث برامج كاب راديو بكل من اللغة العربية واللغة الأمازيغية. وقد تطلب تأسيس المحطة استثماراً بقيمة 6 ملايين درهم مغربي. وتمتلك الإذاعة مركزين لبث البرامج مع طاقم مكون من 10 أفراد ضمنهم 7 صحفيين.

## برامج الإذاعة
شادو مورنينغ: و هو برنامج صباحي ترفيهي يقدمه المنشط مصطفى الوغدي شادو كل صباح من الاثنين إلى الجمعة من الساعة السابعة إلى الساعة العاشرة صباحا.
داري يا داري: و هي مجلة صباحية أسرية %100 تقدمها الصحافية حنان عزوز و تهتم بكل ما يهم الأسرة من صحة وطبخ وجمال وكل ما يصب في هذا الاتجاه أما موعدها فهو من الإثنين إلى الخميس من الساعة العاشرة إلى الساعة الحادية عشر صباحا.
مجتمعنا: و هو برنامج اجتماعي يبث من الاثنين إلى الخميس من الساعة الحادية عشر صباحا إلى حدود منصف النهار (12:00) من تقديم المذيعة صوفيا السعيدي و يناقش القضايا الاجتماعية في المجتمع المغربي.
محطات: و هو برنامج اخباري يبث مباشرة بعد انتهاء أخبار المنتصف من الإثنين إلى الخميس مع اعادة فور انتهاء أخبار الساعة الثامنة مساء من تقديم الصحافي محمد الغول و يتطرق هذا البرنامج إلى تحليل الأحداث الرئيسية والحصرية التي يعرفها المغرب مع قراءة لأبرز عناوين الصحف الفرنسية والأسبانية.
راك فالبال: فسحة ترفيهية غنائية وتثقيفية من أجل تقديم الاهدائات للأهل والأصحاب تذاع من الاثنين إلى الخميس ابتداء من الساعة الثالثة زوالا إلى الساعة الخامسة مساء ومن التقديم الصحافية حميدة الجازي.
ساعة سعيدة: برنامج ترفيهي يتضمن فقرتين، الأولى تهتم بأخبار النجوم والمشاهير واستضافتهم أحيانا أما الفقرة الثانية فهي الفقرة المخصصة للعبة التحدي والتي تخصص للفائزين في اللعبة جوائز قيمة وكذلك في كل يوم تخصص جائزة لمن بعث أكبر عدد من الرسائل القصيرة قصد المشاركة في لعبة التحدي. موعد البرنامج من الاثنين إلى الخميس من الساعة الخامسة إلى الساعة السابعة مساء ومن تقديم المذيع والمخرج الاذاعي بدر الغندور.
احكي لي: برنامج يبث من الاثنين إلى الجمعة على أمواج اذاعة كاب راديو من الساعة العاشرة ليلا إلى منتصف الليل (00:00) من تقديم المذيع والمحلل النفسي يحيى بلحسن و يهتم البرنامج بمشاكل المستمعين في حياتهم الشخصية وهذا من خلال سرد بعض المستمعين لمشاكلهم مع الحياة فيما يبقى دور المذيع هو اقتراح حلول مناسبة من أجل تجاوز هذه المشاكل ويتم كذلك اعطاء فرصة للمستمعين من خلال مداخلات على الهواء من اجل المساهمة في اقتراح الحلول.
ليالي الطرب: برنامج موسيقي يهتم بروائع الموسيقى الكلاسيكية المغربية منها والشرقية وهو يبث طيلة أيام الاسبوع 7/7 ابتداء من منتصف الليل إلى الساعة الثانية صباحا ومن تقديم بدر الغندور.
مشاهد: برنامج ديني يعرض العديد من القصص الواقعية المتعلقة بالدين الإسلامي وكذلك يعطي للمستمعين الفرصة في الاستفسار عن بعض الامور المتعلقة بالإسلام من خلال فقرة عم يتسائلون ؟ و هو برنامج من تقديم الصحافي والواعظ الديني سفيان بولعيد و يذاع صباح كل يوم جمعة من الساعة العاشرة إلى منتصف النهار مع اعادة زوال نفس اليوم من الساعة الثالثة إلى الساعة الخامسة زوالا.
حنين: بحث عن دفء الأحبة الغائبين ومحاولة ربط ما انقطع من العلاقات الاسرية وهو برنامج يبث كل جمعة من الساعة الخامسة إلى الساعة السادسة مساء.
من حقك تعرف: و هو برنامج يستضيف أشخاص متخصصين في ميدان المعاملات البنكية وشركات التأمين وهدفه هو شرح وتبسيط خطوات هذه العمليات للمستمعين ويقدم هذا البرنامج من طرف المذيع عزيز الجناتي كل جمعة من الساعة السادسة إلى السابعة مساء.
ثروا نتمورت: أو بالعربية أبناء البلد و هو برنامج امازيغي يقدم باللهجة الريفية من طرف الاعلامية وسيمة بوحداد كل جمعة من الساعة السابعة إلى الساعة الثامنة مساء وهو يهتم بمواهب منطقة الريف وذلك باستضافتهم ومناقشة تجاربهم.
منبر الشباب: و هو برنامج شبابي من تقديم الصحافي القدير محمد التكانتي صباح كل سبت من الساعة الحادية عشر إلى منتصف النهار وهو فسحة شبابية بامتياز يتم التطرق من خلالها إلى مواضيع تهم الشباب المغربي من الدرجة الاولى خلال فقرتين الاولى هي فقرة الرواد و يسلط فيها الضوء على احدى المواهب الشابة في مختلف الميادين والتعريف بموهبتهم اما الفقرة الثانية موضوع النقاش فهي فقرة تخصص لمناقشة أحد المواضيع البارزة في البلاد وذلك باستضافة ضيوف شباب لهم علافة مباشرة بالموضوع المراد نقاشه.
ضيف الاسبوع: و هو برنامج حواري من تقديم محمد الغول كل سبت بعد نشرة المنتصف يستضيف أحد الوجوه السياسية البارزة في المغرب بغية نقاش موضوع سياسي بارز طيلة الاسبوع.
الخطوة الاولى: وهو برنامج أدبي من تقديم وسيمة بوحداد كل سبت من الساعة الثالثة إلى الرابعة مساء هدفه تسليط الضوء على آخر أعمال الكتاب والشعراء المغاربة من خلال استضافة احدهم وعرض عملهم الادبي في نقاش أدبي بامتياز.
كاب سبور: برنامج رياضي يذاع كل سبت وأحد من الساعة السادسة إلى الساعة الثامنة مع الاعلامي الرياضي القدير مصطفى السباعي مساء ويعرض كل المواعيد الرياضية المغربية والأوروبية.
السهرة لكم: سهرة فنية غنائية أسبوعية مساء كل يوم سبت من الساعة العاشرة ليلا إلى منتصف الليل من اعداد وتقديم بدر الغندور.
ييس ويكند: برنامج يهتم بكل ما له علاقة بعالم التكنولوجيا والعولمة ويقوم باستضافة ضيوف وفنانين متخصصين في هذا المجال كل أحد من ابتداء من الساعة الحادية عشر صباحا إلى منتصف النهار مع المذيع عبدو حميميد.
الناس والفيسبوك: برنامج أسبوعي يذاع كل أحد ابتداء من الساعة الثالثة إلى الساعة الرابعة زوالا مع حميدة الجازي و هو برنامج يهتم بمناقشة الحدث الاسبوعي البارز في موقع التواصل الاجتماعي فيسبوك وذلك من خلال مداخلات وآراء يقدمها المستمعون على الهواء مباشرة.
المجلة الاقتصادية: موعد أسبوعي رفقة الاعلامي موسى البوشعبوشي كل اثنين من الساعة السابعة إلى الساعة الثامنة مساء ويتطرق البرنامج إلى مناقشة الامور المتعلقة بالمجال الاقتصادي للمغرب مع اطلاع على اخبار بورصة القيم المغربية.
نشرات اخبارية بالعربية: من الاثنين إلى الجمعة على الساعات 7:00 8:00 12:00 14:00 16:00 18:00 20:00 اما السبت والأحد فموعدها 7:00 8:00 9:00 10:00 11:00 12:00 14:00 16:00 18:00 20:00 وهي من تقديم كل من محمد التكانتي، صبري الحماوي، موسى البوشعبوشي، محمد الغول، سفيان بولعيد، سارة الموساوي و وسيمة بوحداد.
نشرات اخبارية بالامازيغية الريفية: كل يوم طيلة أيام الاسبوع على الساعات 11:00 15:00 17:00 19:00 ما عدا السبت والأحد تقدم نشرة الساعة 11:00 بالعربية بدلا من الامازيغية وهذه النشرات من تقديم محمد التكانتي، صبري الحماوي و موسى البوشعبوشي.
نشرة اخبارية بالاسبانية: من الاثنين إلى الجمعة على الساعة التاسعة صباحا من تقديم فاطمة شكيب.
 قراءة في أبرز عناوين الصحف الوطنية: من الاثنين إلى الجمعة على الساعة العاشرة صباحا رفقة سارة الموساوي و وسيمة بوحداد.

## روابط خارجية
- Lancement d'une station de radio privée - جون أفريك (بالفرنسية)